# پاناسونیک لومیکس دی‌ام‌سی-اف‌زد۸
پاناسونیک لومیکس دی‌ام‌سی-اف‌زد۸ (به انگلیسی: Panasonic Lumix DMC-FZ8) یک دوربین عکاسی ساخت شرکت پاناسونیک است.